# Bandiera del Manciukuò
La bandiera del Manciukuò è lo stendardo utilizzato dal 1932 al 1945 dall'Impero del Manciukuo, stato fantoccio del Giappone.
Il vessillo consistente in un corpo giallo e quattro strisce rosse, blu, nera e bianca orizzontali in alto a sinistra.
La bandiera riprende un concetto della tradizione cinese «Cinque razze sotto un'unica unione» di etnie che sono rappresentate dai colori.
Il significato simbolico dei cinque colori è:
- Giallo rappresenta l'etnia dei Manciù e l'unità
- Rosso rappresenta l'etnia Giapponese e il coraggio
- Blu rappresenta l'etnia Han e la giustizia
- Nero rappresenta l'etnia Coreana e la determinazione
- Bianco rappresenta l'etnia dei Mongoli e la purezza

## Altre bandiere del Manciukuo

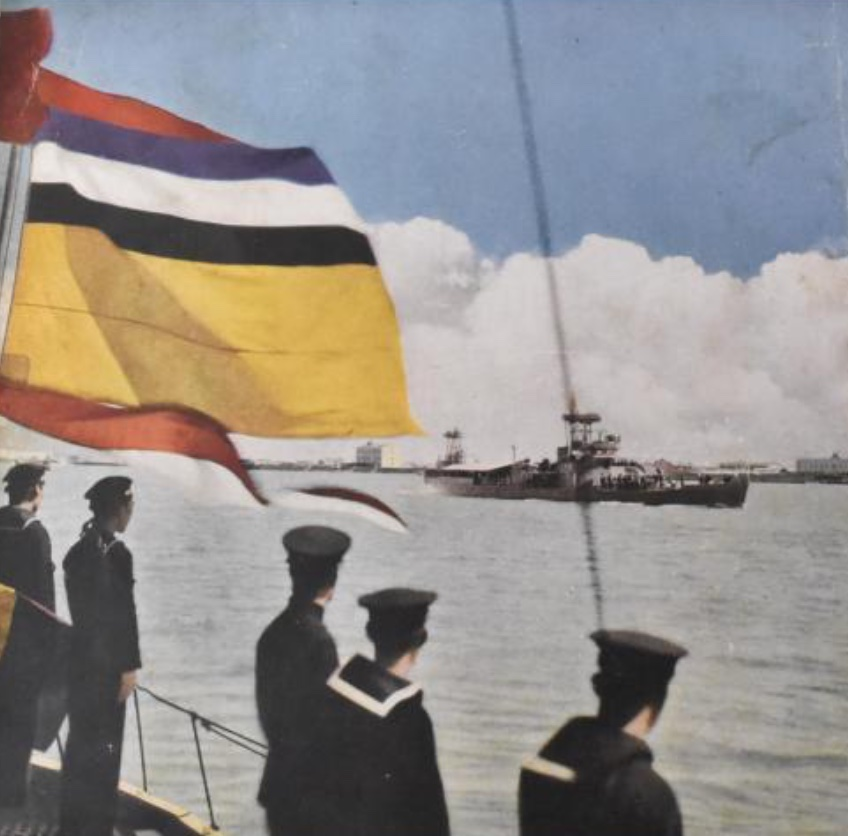
Insegna navale del Manciukuò

### Marina da guerra del Manciukuò

#### 1932–1935

Bandiera dell'ammiraglio della Marina
Bandiera del viceammiraglio della Marina
Bandiera del retroammiraglio della Marina
Bandiera del commodoro di prima classe della Marina

#### 1935–1941

Bandiera del Ministro della Marina
Bandiera dell'ammiraglio della Marina
Bandiera del viceammiraglio della Marina
Bandiera del retroammiraglio della Marina
Bandiera del commodoro di prima classe della Marina
Bandiera del comandante (commodoro di seconda classe) della Marina
Bandiera del comandante superiore della Marina

### Guardia Costiera

Bandiera Commerciale del Manciukuò.
Bandiera di navi di supporto marine.
Bandiera della guardia costiera.

### Polizia marittima

Bandiera della Polizia marittima
Bandiera del Capo dell'amministrazione civile
Bandiera del Capo dell'amministrazione civile della Polizia
Bandiera del Capo della Polizia marittima
Bandiera dell'Ufficiale anziano della Polizia marittima presente a bordo

### Bandiera postale

Bandiera delle Poste del Manciukuò.

### Organizzazioni politiche

Bandiera dell'Associazione Concordia.

### Boy Scouts of Manchukuo

Bandiera dei Boy Scouts del Manciukuò.

### South Manchuria Railway Company

Bandiera della South Manchuria Railway Company